# The Dream (Roko Blažević-sang)
"The Dream" er en sang, der er udført af den kroatiske sanger Roko Blažević og skrevet af Jacques Houdek, Andrea Ćurić og Charlie Mason. Sangen vil repræsentere Kroatien i Eurovision Song Contest 2019 i Tel Aviv, Israel. En kroatisk sprogversion af sangen, med titlen "Heroj", blev udgivet den 18 februar 2019.